# Álvaro Arzú

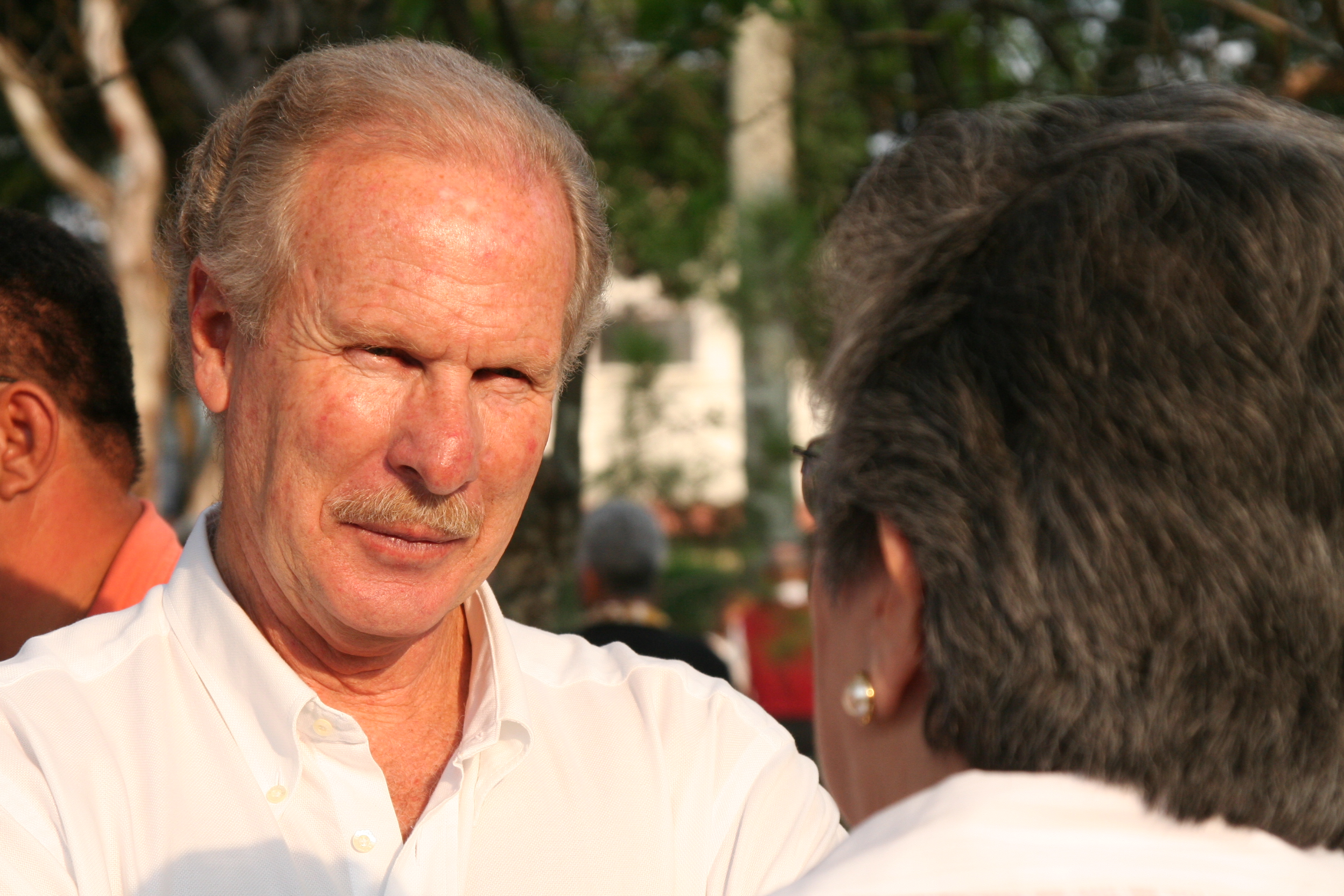
Álvaro Enrique Arzú (2006)

Álvaro Enrique Arzú Yrigoyen (Guatemala-Stad, 14 maart 1946 – aldaar, 27 april 2018) was een Guatemalteeks politicus van de Unionistische Partij (PU). Van 1996 tot 2000 was hij president van Guatemala. Van 2003 tot zijn overlijden was Arzú burgemeester van Guatemala-Stad.
Arzú was afkomstig uit een vooraanstaande familie en studeerde aan de Rafael Landívar-universiteit. In 1981 werd hij voor de Guatemalteekse Christendemocratie (CDG) tot burgemeester van Guatemala-Stad gekozen, maar kort na zijn inhuldiging pleegde Efraín Ríos Montt een staatsgreep en annuleerde de uitslag. Een andere baan die hem werd aangeboden door de nieuwe militaire machthebbers weigerde hij. Na de terugkeer van de democratie in 1986 werd hij alsnog tot burgemeester van de hoofdstad gekozen.
In 1989 richtte Arzú de Nationale Vooruitgangspartij (PAN) op, waarvoor hij in 1992 een gooi naar het presidentschap deed. Arzú werd derde in de eerste ronde maar werd door de winnaar Jorge Serrano Elías tot minister van buitenlandse zaken aangewezen. Na een paar maanden stapte Arzú echter uit de regering uit protest tegen de erkenning van Belize, een land waarvan een groot deel door Guatemala wordt opgeëist. In 1995 was hij opnieuw presidentskandidaat en wist ditmaal wel te winnen. In januari 1996 werd hij ingehuldigd.
Arzú zette zich in voor het uitwerken van de Oslo-overeenkomst van 1990, die moest leiden tot vrede tussen de regeringstroepen en de Guatemalteekse Nationale Revolutionaire Eenheid (URNG). Arzú had meerdere persoonlijke ontmoetingen met URNG-leiders. Op 20 maart 1996 werd een wapenstilstand overeengekomen, op 12 december werd het URNG erkend als legitieme organisatie, enkele dagen later kregen URNG-leiders een amnestie en op 29 december werd ten slotte het akkoord van vaste en duurzame vrede getekend, waarmee na 36 jaar een einde kwam aan de burgeroorlog.
Arzú slaagde er de volgende jaren echter niet in een vervolg te geven aan de vrede; aartsbisschop Juan José Gerardi Conedera werd in 1998 vermoord nadat hij het leger van oorlogsmisdaden had beschuldigd en een grondwetswijziging die de Maya's van het land meer rechten had moeten geven werd in een referendum met een zeer lage opkomst verworpen. Zijn economisch beleid was neoliberaal en werd vooral gekenmerkt door privatiseringen van overheidsbedrijven.
Daar herverkiezing in Guatemala niet is toegestaan, was hij bij de verkiezingen van 1999 niet opnieuw verkiesbaar. Hij stapte in 2003 uit de PAN en richtte de UU op. In 2003 werd hij opnieuw tot burgemeester van Guatemala-Stad gekozen en in 2007 voor nog een termijn.
In 2005 werd Arzú door World Mayor tot twee na beste burgemeester ter wereld gekozen. Arzú won in 1996 de Félix Houphouët-Boigny-Vredesprijs van de UNESCO en was lid van de Club van Madrid. Ook was hij een fervent squasher en was meerdere keren landskampioen geworden.
In 2017 en 2018, zijn laatste levensjaren, voerde Arzú heftig campagne tegen de Hoge Commissaris van de Internationale Commissie tegen de Straffeloosheid in Guatemala (CICIG), Iván Velásquez Gómez, en tegen het hoofd van het Openbaar Ministerie, Thelma Aldana, hen ervan beschuldigend een sluipende staatsgreep door te voeren tegen president Morales onder het mom van strijd tegen straffeloosheid en corruptie. Ook tegen hemzelf was inmiddels een vooronderzoek gaande. Álvaro Arzú Irigoyen, een man van ontegenzeggelijk grote verdienste voor het land, stierf op 72-jarige leeftijd plotseling aan een hartaanval op de golfbaan. Een van zijn zoons, Álvaro Arzú Escobar, zou als president van het Congres zijn vaders haatcampagne tegen corruptiebestrijders en mensenrechtenverdedigers voortzetten en intensiveren.
- Bibliothèque nationale de France: cb148711331 (data)
- Gemeinsame Normdatei: 1025803663
- International Standard Name Identifier: 0000 0001 4008 4622
- Library of Congress Control Number: n2002030825
- Système universitaire de documentation: 096266848
- Virtual International Authority File: 190713038
- WorldCat: E39PBJwtkydGHMBXbKtqtGppT3